# جیجاق‌های خاکستری
جیجاق‌های خاکستری (نام علمی: Perisoreus) نام یک سرده از تیره کلاغان است.

## گونه‌ها
- جیجاق خاکستری (Perisoreus canadensis)
- جیجاق سیبری (Perisoreus infaustus)
- Sichuan jay (Perisoreus internigrans)